# Барановский, Всеволод Степанович
Все́волод Степа́нович Барано́вский (26 ноября 1853 — июль 1921) — генерал от кавалерии Российской императорской армии. Участник русско-турецкой войны 1877—1878 годов и Гражданской войны в России. После Ярославского мятежа состоял на службе в Белой армии. Кавалер пяти орденов.

## Биография
Родился 26 ноября 1853 года. Имел брата генерал-лейтенанта Льва Степановича Барановского и племянника генерал-майора Владимира Львовича Барановского.
В Российской императорской армии с 4 августа 1875 года. Окончил Николаевское кавалерийское училище Служил в Кирасирском Его Величества лейб-гвардии полку. 4 августа 1875 года получил старшинство в чине корнета. Участвовал в русско-турецкой войне 1877—1878 годов. 16 апреля 1878 года получил старшинство в чине поручика гвардии.
В 1883 году окончил Александровскую военно-юридическую академию по 2-му разряду. С 20 апреля 1880 года получил старшинства в чинах: штабс-ротмистра, ротмистра и капитана военно-судебного ведомства. С 24 марта 1887 года по 1 июня 1889 года был исполняющим должность старшего помощника Копальского уездного воинского начальника. С 24 марта 1887 года по 1 июня 1889 года был исполняющим должность старшего адъютанта штаба Омского военного округа. С 1 июня 1889 года по 14 апреля 1890 года был кандидатом на военно-судебную должность при военном прокуроре Омского военно-окружного суда. С 14 апреля 1890 года по 1 октября 1894 года был помощником военного прокурора Омского военно-окружного суда.
30 августа 1890 года получил старшинство в чине подполковника. В 1894 году получил чин полковника с формулировкой «за отличие» и со старшинством с 30 августа того же года. С 1 октября 1894 года по 29 ноября 1902 года был военным следователем Омского и Туркестанского военно-окружных судов. С 29 ноября 1902 года по 1 ноября 1907 года был военным судьей Казанского военно-окружного суда. В 1902 году получил чин генерал-майора с формулировкой «за отличие» и со старшинством с 6 декабря того же года. С 1 ноября 1907 года по 9 апреля 1909 года был военным судьей Московского военно-окружного суда, а с 9 апреля 1909 года по 1 марта 1914 года был военным судьей Одесского военно-окружного суда.
1 марта 1914 года стал сенатором и членом хозяйственного департамента сената Финляндии. 6 апреля 1914 года получил чин генерал-лейтенанта с формулировкой «за отличие» и со старшинством с того же дня. По состоянию на 10 июля 1916 года находился в том же чине и в той же должности. 26 октября 1917 года получил чин генерала от кавалерии. В 1916 году вышел в отставку.
В 1917 году вместе с семьей переехал из Финляндии в Ярославль, где пережил Ярославское восстание, после чего бежал на Юг России. Служил в министерстве юстиции Вооруженных сил Юга России. По состоянию на лето 1920 года находился на Принцевых островах. С декабря 1920 года был председателем Союза русских военных инвалидов за границей. Скончался в июле 1921 года в Стамбуле от воспаления легких и был похоронен на православном местном кладбище, позднее разрушенном турецкими властями.

## Награды
Всеволод Степанович имел следующие награды:
- Орден Святого Владимира 3-й степени (1906);
- Орден Святой Анны 2-й степени (1896);
- Орден Святой Анны 2-й степени, с надписью «за храбрость» (1878);
- Орден Святого Станислава 2-й степени (1892);
- Орден Святого Станислава 3-й степени с мечами и бантом (1878).